# The Daily Wire
The Daily Wire – amerykański prawicowy publicystyczny portal internetowy, założony w 2015 roku przez konserwatywnego komentatora politycznego Bena Shapiro, który pełni funkcję redaktora naczelnego. Portal zajmuje się wiadomościami i opiniami. Serwis był notowany w rankingu Alexa na miejscu 3125 (30 stycznia 2022).
Biuro portalu mieści się w Nashville, Tennessee.

## Oferta
Poza artykułami portal produkuje podcasty: The Ben Shapiro Show, The Michael Knowles Show, The Matt Walsh Show i The Andrew Klavan Show.

## Historia
Pomysłodawcami The Daily Wire byli Bena Shapiro i Jeremy Boreing, późniejszy dyrektor operacyjny strony, którzy pracowali nad stroną internetową TruthRevolt. Strona została uruchomiona w 2015, z początku zatrudniając kilku pracowników TruthRevolt.
The Daily Wire szybko stał się jednym z najpopularniejszych amerykańskich portali. W 2018 NewsWhip opisało The Daily Wire jako obecnie „najpopularniejszy prawicowy wydawca na Facebooku”.
W marcu 2019 podcast The Ben Shapiro Show został umieszczony przez Podtrac jako drugi pod względem popularności podcast w USA, po The Daily.